# Nabla operátor
A nabla operátor a matematikában, azon belül pedig a vektoranalízisben alkalmazott differenciáloperátor. A ∇ (nabla) szimbólum jelöli, melynek HTML-kódja: &nabla;, Unicode-ban pedig az U+2207 kódhelyen található. A nabla operátor által egyszerűen leírhatóak olyan differenciáloperátorok, mint a gradiens, a divergencia és a rotáció. Egyben vektoroperátor is, melynek komponensei megfelelnek egy adott koordináta-rendszerben a parciális deriváltakat reprezentáló operátoroknak.
Nevét egy föníciai eredetű húros hangszerről kapta, legkorábbi használata az 1870-re tehető.

## Definíció
Egy {\displaystyle n}-dimenziós Descartes-féle koordináta-rendszerben ({\displaystyle \mathbb {R} ^{n}}), melynek koordinátái {\displaystyle (x_{1},\dots ,x_{n})} és bázisa {\displaystyle \{\mathbf {e} _{1},\dots ,\mathbf {e} _{n}\}}, a nabla-operátor {\displaystyle \nabla } a következő:
{\displaystyle \nabla =\sum _{i=1}^{n}\mathbf {e} _{i}{\partial  \over \partial x_{i}}=\left({\partial  \over \partial x_{1}},\ldots ,{\partial  \over \partial x_{n}}\right)}.
A definíció háromdimenziós térben, melynek koordinátái ({\displaystyle x,y,z}), egységvektorainak halmaza pedig {\displaystyle \{\mathbf {e} _{x},\mathbf {e} _{y},\mathbf {e} _{z}\}}, a következőképp egyszerűsödik le:
{\displaystyle \nabla =\mathbf {e} _{x}{\partial  \over \partial x}+\mathbf {e} _{y}{\partial  \over \partial y}+\mathbf {e} _{z}{\partial  \over \partial z}=\left({\partial  \over \partial x},{\partial  \over \partial y},{\partial  \over \partial z}\right)}
A nabla operátor kiterjeszthető más koordinátarendszerekre is, mint például gömbi- vagy hengerkoordinátákra, viszont ezek konkrét megadásához érdemes ismerni a mezőt is, melyen az operátor hat.

## Azonosságok
A következő egyenletekben {\displaystyle f} és {\displaystyle g} skalármezők, míg {\displaystyle \mathbf {u} } és {\displaystyle \mathbf {v} } vektormezők. A műveletek közül {\displaystyle \cdot } a skaláris szorzatot, {\displaystyle \times } pedig a vektoriális szorzatot jelöli.
{\displaystyle {\begin{aligned}\nabla (fg)&=f\nabla g+g\nabla f\\\nabla (\mathbf {u} \cdot \mathbf {v} )&=\mathbf {u} \times (\nabla \times \mathbf {v} )+\mathbf {v} \times (\nabla \times \mathbf {u} )+(\mathbf {u} \cdot \nabla )\mathbf {v} +(\mathbf {v} \cdot \nabla )\mathbf {u} \\\nabla \cdot (f\mathbf {v} )&=f(\nabla \cdot \mathbf {v} )+\mathbf {v} \cdot (\nabla f)\\\nabla \cdot (\mathbf {u} \times \mathbf {v} )&=\mathbf {v} \cdot (\nabla \times \mathbf {u} )-\mathbf {u} \cdot (\nabla \times \mathbf {v} )\\\nabla \times (f\mathbf {v} )&=(\nabla f)\times \mathbf {v} +f(\nabla \times \mathbf {v} )\\\nabla \times (\mathbf {u} \times \mathbf {v} )&=\mathbf {u} \,(\nabla \cdot \mathbf {v} )-\mathbf {v} \,(\nabla \cdot \mathbf {u} )+(\mathbf {v} \cdot \nabla )\,\mathbf {u} -(\mathbf {u} \cdot \nabla )\,\mathbf {v} \end{aligned}}}
Mátrixanalízisben a következő azonosság is gyakran használt, ahol a {\displaystyle \mathbf {u} } és {\displaystyle \mathbf {v} } skaláris szorzata {\displaystyle \mathbf {u} ^{\text{T}}\mathbf {v} }-ként is írható:
{\displaystyle {\begin{aligned}\left(\mathbf {A} \nabla \right)^{\text{T}}\mathbf {u} &=\nabla ^{\text{T}}\left(\mathbf {A} ^{\text{T}}\mathbf {u} \right)-\left(\nabla ^{\text{T}}\mathbf {A} ^{\text{T}}\right)\mathbf {u} \end{aligned}}}

## Nablával kifejezhető operátorok
A nabla vektoroperátor jellege lehetővé teszi, hogy skalármezőkre és vektormezőkre is tud hatni, így alkalmazhatósága sokszínű. Egy skalármezőre hatva megkapjuk a gradienst, vektormezőre skaláris szorzattal hatva a divergencia, míg vektoriális szorzattal hatva a rotáció definiálható. A nabla operátort többször alkalmazva olyan magasabb rendű parciális deriváltakat szerepeltető operátorokat fejezhetünk ki, mint a Laplace-operátor vagy a Hesse-mátrix.

### Gradiens
Háromdimenziós euklideszi térben adott {\displaystyle f(x,y,z)} skalármező gradiense kényelmesen kifejezhető a nabla operátorral:
{\displaystyle \operatorname {grad} f={\partial f \over \partial x}{\hat {\mathbf {x} }}+{\partial f \over \partial y}{\hat {\mathbf {y} }}+{\partial f \over \partial z}{\hat {\mathbf {z} }}=\nabla f.}
Az {\displaystyle f} mező gradiense adott pontban a legnagyobb meredekség irányába mutat és nagysága meghatározza a meredekség nagyságát. Például, ha egy dombot {\displaystyle x} és {\displaystyle y} koordináták szerinti {\displaystyle h(x,y)} magasságfüggvénnyel írunk le, a magasságfüggvény gradiense adott pontban egy olyan vektor az {\displaystyle xy} síkon, mely a legnagyobb meredekség irányába mutat, a vektor hossza pedig a meredekség konkrét nagyságát adja meg.
Adott {\displaystyle f} és {\displaystyle g} skalármezők szorzatának gradiense a szorzatszabály szerint kiszámolható:
{\displaystyle \nabla (fg)=f\nabla g+g\nabla f.}
Mindazonáltal, {\displaystyle \mathbf {u} } és {\displaystyle \mathbf {v} } vektormezők skaláris szorzatának gradiensét bonyolultabb azonossággal lehet általánosan kifejezni:
{\displaystyle \nabla (\mathbf {u} \cdot \mathbf {v} )=(\mathbf {u} \cdot \nabla )\mathbf {v} +(\mathbf {v} \cdot \nabla )\mathbf {u} +\mathbf {u} \times (\nabla \times \mathbf {v} )+\mathbf {v} \times (\nabla \times \mathbf {u} ).}
Amennyiben {\displaystyle f(\rho ,\varphi ,z)} hengerkoordinátákkal van kifejezve, gradiense a következő:
{\displaystyle \nabla f={\partial f \over \partial \rho }{\hat {\boldsymbol {\rho }}}+{1 \over \rho }{\partial f \over \partial \varphi }{\hat {\boldsymbol {\varphi }}}+{\partial f \over \partial z}{\hat {\mathbf {z} }}.}
Továbbá, egy gömbi koordináta-rendszerben definiált {\displaystyle f(r,\varphi ,\theta )} gradiense a következőképp írható le:
{\displaystyle \nabla f={\partial f \over \partial r}{\hat {\mathbf {r} }}+{1 \over r\sin \theta }{\partial f \over \partial \varphi }{\hat {\boldsymbol {\varphi }}}+{1 \over r}{\partial f \over \partial \theta }{\hat {\boldsymbol {\theta }}}.}

### Divergencia
Adott {\displaystyle v(x,y,z)=v_{x}{\hat {\mathbf {x} }}+v_{y}{\hat {\mathbf {y} }}+v_{z}{\hat {\mathbf {z} }}} vektormező divergenciája egy skalármező, mely kifejezhető a nabla operátor vektormezővel vett skaláris szorzatával:
{\displaystyle \operatorname {div} \mathbf {v} ={\partial v_{x} \over \partial x}+{\partial v_{y} \over \partial y}+{\partial v_{z} \over \partial z}=\nabla \cdot \mathbf {v} .}
Egy vektormező divergenciája azt fejezi ki, hogy adott pontban a vektormező mennyire "terjed ki" vagy "összpontosul". Egy intuitív példa lehet egy fűrészporral beszórt vízfelszín vizsgálata. A kétdimenziós vektormező itt a víz sebessége. Ha egy adott pontba szórt fűrészpor kiterjed a vízfelszínen, akkor a vízsebesség által meghatározott vektormező divergenciája abban a pontban pozitív. Ellenkezőleg, ha egy adott pontban azt észleljük, hogy a fűrészpor elkezd inkább összegyűlni, akkor abban a pontban a vektormező divergenciája negatív. Ebből következik, hogy a divergencia rendkívül hasznos operátor az áramlástan területén, legyen szó akár folyadékokról, akár elektromos áramról.
Egy adott {\displaystyle f} skalármező és {\displaystyle \mathbf {v} } vektormező szorzata szintén egy vektormező, divergenciája pedig
{\displaystyle \nabla \cdot (f\mathbf {v} )=(\nabla f)\cdot \mathbf {v} +f(\nabla \cdot \mathbf {v} ).}
Két vektormező vektoriális szorzatának divergenciája a következőképp fejezhető ki:
{\displaystyle \nabla \cdot (\mathbf {u} \times \mathbf {v} )=(\nabla \times \mathbf {u} )\cdot \mathbf {v} -\mathbf {u} \cdot (\nabla \times \mathbf {v} ).}
Amennyiben a {\displaystyle \mathbf {v} (\rho ,\varphi ,z)=v_{\rho }{\hat {\boldsymbol {\rho }}}+v_{\varphi }{\hat {\boldsymbol {\varphi }}}+v_{z}{\hat {\mathbf {z} }}} vektormező hengerkoordinátákban van megadva, a divergenciája a következő:
{\displaystyle \nabla \cdot \mathbf {v} ={1 \over \rho }{\partial \left(\rho v_{\rho }\right) \over \partial \rho }+{1 \over \rho }{\partial v_{\varphi } \over \partial \varphi }+{\partial v_{z} \over \partial z}.}
Továbbá ha {\displaystyle \mathbf {v} (r,\varphi ,\theta )=v_{r}{\hat {\mathbf {r} }}+v_{\varphi }{\hat {\boldsymbol {\varphi }}}+v_{\theta }{\hat {\boldsymbol {\theta }}}} gömbi koordinátákon van definiálva, a divergenciája a következőképp fejezhető ki:
{\displaystyle \nabla \cdot \mathbf {v} ={1 \over r^{2}}{\partial \left(r^{2}v_{r}\right) \over \partial r}+{1 \over r\sin \theta }{\partial v_{\varphi } \over \partial \varphi }+{1 \over r\sin \theta }{\partial  \over \partial \theta }\left(v_{\theta }\sin \theta \right).}

### Rotáció
Adott {\displaystyle \mathbf {v} } vektormező rotációja a következőképp fejezhető ki a nabla operátorral egy derékszögű koordináta-rendszerben:
{\displaystyle \operatorname {rot} \mathbf {v} =\left({\partial v_{z} \over \partial y}-{\partial v_{y} \over \partial z}\right){\hat {\mathbf {x} }}+\left({\partial v_{x} \over \partial z}-{\partial v_{z} \over \partial x}\right){\hat {\mathbf {y} }}+\left({\partial v_{y} \over \partial x}-{\partial v_{x} \over \partial y}\right){\hat {\mathbf {z} }}=\nabla \times \mathbf {v} .}
A {\displaystyle \times } a vektoriális szorzatot jelenti, ami vizualizálható egy determináns formájában is:
{\displaystyle \nabla \times \mathbf {v} =\left|{\begin{matrix}{\hat {\mathbf {x} }}&{\hat {\mathbf {y} }}&{\hat {\mathbf {z} }}\\[2pt]{\frac {\partial }{\partial x}}&{\frac {\partial }{\partial y}}&{\frac {\partial }{\partial z}}\\[2pt]v_{x}&v_{y}&v_{z}\end{matrix}}\right|.}
A rotáció, nevéből adódóan, azt írja le, hogy egy vektormező mennyire "forog" egy adott pont körül.
Adott {\displaystyle f} skalármező és {\displaystyle \mathbf {v} } vektormező szorzatának rotációja a következőképp adható meg:
{\displaystyle \nabla \times (f\mathbf {v} )=(\nabla f)\times \mathbf {v} +f(\nabla \times \mathbf {v} ),}
két vektormező vektoriális szorzatának rotációja pedig
{\displaystyle \nabla \times (\mathbf {u} \times \mathbf {v} )=\mathbf {u} \,(\nabla \cdot \mathbf {v} )-\mathbf {v} \,(\nabla \cdot \mathbf {u} )+(\mathbf {v} \cdot \nabla )\,\mathbf {u} -(\mathbf {u} \cdot \nabla )\,\mathbf {v} .}
Hengerkoordinátákban a {\displaystyle \mathbf {v} (\rho ,\varphi ,z)=v_{\rho }{\hat {\boldsymbol {\rho }}}+v_{\varphi }{\hat {\boldsymbol {\varphi }}}+v_{z}{\hat {\mathbf {z} }}} vektormező rotációja a következő:
{\displaystyle \nabla \times \mathbf {v} =\left({\frac {1}{\rho }}{\frac {\partial v_{z}}{\partial \varphi }}-{\frac {\partial v_{\varphi }}{\partial z}}\right){\hat {\boldsymbol {\rho }}}+\left({\frac {\partial v_{\rho }}{\partial z}}-{\frac {\partial v_{z}}{\partial \rho }}\right){\hat {\boldsymbol {\varphi }}}+{\frac {1}{\rho }}\left({\frac {\partial \left(\rho v_{\varphi }\right)}{\partial \rho }}-{\frac {\partial v_{\rho }}{\partial \varphi }}\right){\hat {\mathbf {z} }}.}
Gömbi koordinátákban megadott {\displaystyle \mathbf {v} (r,\varphi ,\theta )=v_{r}{\hat {\mathbf {r} }}+v_{\varphi }{\hat {\boldsymbol {\varphi }}}+v_{\theta }{\hat {\boldsymbol {\theta }}}} vektormező rotációja pedig:
{\displaystyle \nabla \times \mathbf {v} ={\frac {1}{r\sin \theta }}\left({\frac {\partial }{\partial \theta }}\left(v_{\varphi }\sin \theta \right)-{\frac {\partial v_{\theta }}{\partial \varphi }}\right){\hat {\mathbf {r} }}+{\frac {1}{r}}\left({\frac {1}{\sin \theta }}{\frac {\partial v_{r}}{\partial \varphi }}-{\frac {\partial }{\partial r}}\left(rv_{\varphi }\right)\right){\hat {\boldsymbol {\theta }}}+{\frac {1}{r}}\left({\frac {\partial }{\partial r}}\left(rv_{\theta }\right)-{\frac {\partial v_{r}}{\partial \theta }}\right){\hat {\boldsymbol {\varphi }}}.}

### Laplace-operátor
A nabla operátor önmagával vett skaláris szorzatának eredménye a Laplace-operátor {\displaystyle \Delta }:
{\displaystyle \Delta ={\partial ^{2} \over \partial x^{2}}+{\partial ^{2} \over \partial y^{2}}+{\partial ^{2} \over \partial z^{2}}=\nabla \cdot \nabla =\nabla ^{2}.}
Egy skalármezőre a Laplace-operátort alkalmazva ismét egy skalármezőt kapunk. Vektormezőkön is alkalmazható a Laplace-operátor, ott minden komponensére hat.
A Laplace-operátor {\displaystyle f} skalármezőn kiértékelve hengerkoordinátákban
{\displaystyle \Delta f={1 \over \rho }{\partial  \over \partial \rho }\left(\rho {\partial f \over \partial \rho }\right)+{1 \over \rho ^{2}}{\partial ^{2}f \over \partial \varphi ^{2}}+{\partial ^{2}f \over \partial z^{2}},}
gömbi koordinátákban pedig
{\displaystyle \Delta f={1 \over r^{2}}{\partial  \over \partial r}\!\left(r^{2}{\partial f \over \partial r}\right)+{1 \over r^{2}\!\sin \theta }{\partial  \over \partial \theta }\left(\sin \theta {\partial f \over \partial \theta }\right)+{1 \over r^{2}\!\sin ^{2}\theta }{\partial ^{2}f \over \partial \varphi ^{2}}.}

### Hesse-operátor
A Hesse-mátrix egy adott skalármező (vagy többváltozós függvény) második deriváltjait tartalmazza, így leírható a nabla operátor segítségével:
{\displaystyle \mathbf {H} ^{f}(x)=(\nabla \cdot \nabla ^{T})f(x).}
Ebben az egyenletben a {\displaystyle \cdot } a közönséges mátrixszorzatot jelöli, például egy {\displaystyle n} dimenziós euklidészi térben a {\displaystyle \nabla } egy {\displaystyle (n\times 1)}-es mátrix, míg {\displaystyle \nabla ^{T}} egy {\displaystyle (1\times n)}-es mátrix, így a szorzatuk egy {\displaystyle (n\times n)}-es mátrix, ami {\displaystyle f} skalármezőn kiértékelve a mező (vagy függvény) Hesse-mátrixával egyenlő.

### Nablával kifejezhető operátorok azonosságai
Amennyiben {\displaystyle f} és {\displaystyle \mathbf {v} } tetszőlegesen sokszor differenciálható, a következő azonosságok teljesülnek:
{\displaystyle {\begin{aligned}\operatorname {rot} (\operatorname {grad} f)&=\nabla \times (\nabla f)=0\\\operatorname {div} (\operatorname {rot} \mathbf {v} )&=\nabla \cdot (\nabla \times \mathbf {v} )=0\end{aligned}}}
{\displaystyle \operatorname {div} (\operatorname {grad} f)=\nabla \cdot (\nabla f)=\nabla ^{2}f=\Delta f}
{\displaystyle \operatorname {rot} (\operatorname {rot} \mathbf {v} )=\operatorname {grad} (\operatorname {div} \mathbf {v} )-\Delta \mathbf {v} .}

## Fordítás
Ez a szócikk részben vagy egészben  a   Del című angol Wikipédia-szócikk fordításán alapul.  Az eredeti cikk szerkesztőit annak laptörténete sorolja fel. Ez a jelzés csupán a megfogalmazás eredetét és a szerzői jogokat jelzi, nem szolgál a cikkben szereplő információk forrásmegjelöléseként.

## Lásd még
- Maxwell-egyenletek
- Navier–Stokes-egyenletek